# Anii 230 î.Hr.
Secole: Secolul al IV-lea î.Hr. - Secolul al III-lea î.Hr. - Secolul al II-lea î.Hr.
Decenii: Anii 280 î.Hr. Anii 270 î.Hr. Anii 260 î.Hr. Anii 250 î.Hr. Anii 240 î.Hr. - Anii 230 î.Hr. - Anii 220 î.Hr. Anii 210 î.Hr. Anii 200 î.Hr. Anii 190 î.Hr. Anii 180 î.Hr.
Anii: 240 î.Hr. | 239 î.Hr. | 238 î.Hr. | 237 î.Hr. | 236 î.Hr. | 235 î.Hr. | 234 î.Hr. | 233 î.Hr. | 232 î.Hr. | 231 î.Hr. | 230 î.Hr.
Evenimente